# Diamante Medaglia Faini

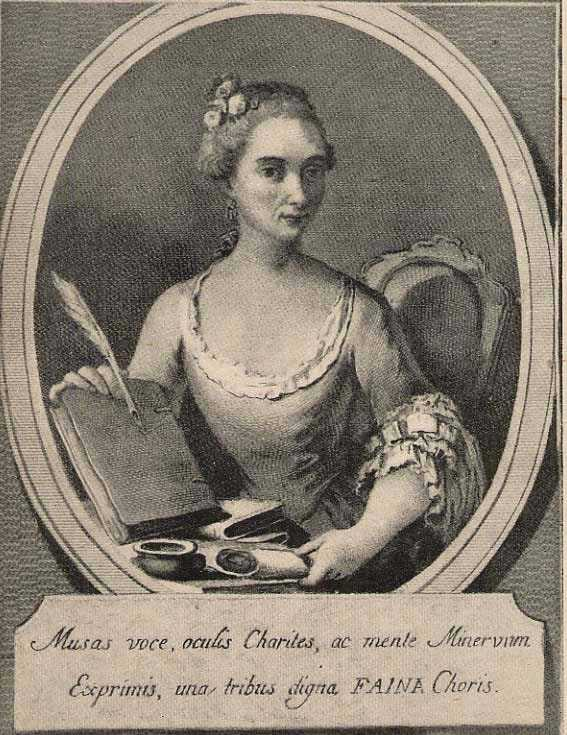
Diamante Medaglia Faini

Diamante Medaglia Faini , född 28 augusti 1724, död 13 juni 1770, var en italiensk poet.
Hon var dotter till läkaren och Antonio Medaglia. Hon utbildades av sin farbror i litteratur och poesi och komponerade sonetter och madrigaler. Hennes verk blev snart kända och populära, och Medaglia blev en känd profil i akademier och salonger. Fadern tyckte illa om hennes berömmelse och gifte därför bort henne med läkaren Pietro Antonio Faini år 1748. Hon tvingades då sluta skriva kärleksdikter, men fortsatte att skriva andra dikter. Hon invaldes i akademierna Accademie degli Agiati (1751), Orditidi Padova under namnet Nisea Corcirense, och Arcadia i Rom (1757). 
Hon avslutade dock sin poesiproduktion år 1764 i protest mot att akademien tvingade henne att böja sig för konventionen. 
Hon studerade sedan filosofi, historia och franska och vetenskap. Hon avled mitt under sina vetenskapliga studier.